# Guzówka
Guzówka este o arie protejată (sit de importanță comunitară — SCI) din Polonia întinsă pe o suprafață de 741,46 ha, integral pe uscat.

## Localizare
Centrul sitului Guzówka este situat la coordonatele 50°52′13″N 22°45′44″E / 50.8703°N 22.7623°E.

## Înființare
Situl Guzówka a fost declarat sit de importanță comunitară în octombrie 2009 pentru a proteja 1 specie de plante.

## Biodiversitate
Situată în ecoregiunea continentală, aria protejată conține 2 habitate naturale: Pajiști uscate seminaturale și facies de acoperire cu tufișuri pe substraturi calcaroase (Festuco-Brometalia) (* situri importante pentru orhidee), Păduri de stejar și carpen Galio-Carpinetum.
La baza desemnării sitului se află o specie protejată de  plante: papucul doamnei (Cypripedium calceolus).